# The Iowa Waltz
| Recensione | Giudizio |
| ---------- | -------- |
| AllMusic   |          |

The Iowa Waltz è un album di Greg Brown, pubblicato dall'etichetta discografica Red House Records nel 1981.

## Tracce

### LP
Lato A
Testi e musiche di Greg Brown.
1. The Iowa Waltz – 3:50
2. Mississippi Serenade – 3:35
3. Counting Feedcaps – 3:27
4. Grand Junction – 3:03
5. Out in the Country – 7:33

Lato B
Testi e musiche di Greg Brown.
1. Walking the Beans – 3:40
2. My Home in the Sky – 3:40
3. King Corn – 6:13
4. Daughters – 4:10
5. Four Wet Pigs – 1:54
6. The Train Carrying Jimmie Rodgers Home – 3:24

## Musicisti
- Greg Brown – chitarra, voce
- Dave Moore – armonica
- Al Murphy – fiddle
- David Williams – mandolino, chitarra, banjo
- Mike Watts – batteria
- Dave Hansen – basso
- Jon Welstead – batteria (brano: Mississippi Serenade)
- Dave Tippett – tromba (brano: Mississippi Serenade)

Note aggiuntive
- Greg Brown e Steven Henke – produttori
- Jon Welstead – ingegnere delle registrazioni e del mixaggio
- Steven Henke – secondo ingegnere delle registrazioni
- Jerome Goedkin – colorazioni foto copertina album
- Steven Henke – foto copertina album (bianco e nero)
- Sarah Taft – caligrafia copertina album
- Loretta Popp – grafica e design copertina album originale
- Quest'album è dedicato a mia madre e padre e a Harold e Lala Brown[2]